# Грім (бойовий модуль)

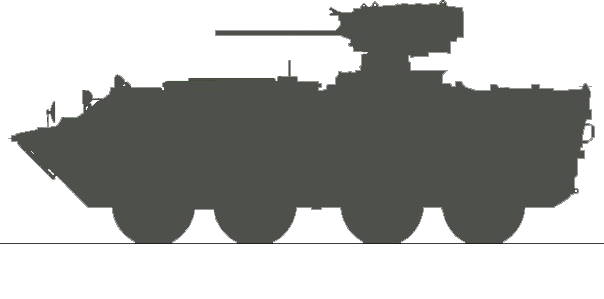
Силует БТР-4 з модулем «Грім».

Грім — універсальний бойовий модуль з винесеним озброєнням для легких бойових броньованих машин, призначений для ураження живої сили, боротьби з броньованою технікою, вогняними точками і низьколетячими, малошвидкісними цілями противника. Озброєння стабілізовано у двох площинах за допомогою сучасного стабілізатора озброєння СВУ-1000.
Встановлюється на легкі бойові броньовані машини (БТР-60/70/80, БТР-3Е, МТ-ЛБ, М-113, БМП-2 та ін.), забезпечуючи підвищення їх вогневої потужності.
За рахунок застосування винесеного озброєння забезпечено підвищення захищеності екіпажу, знижена маса бойового модуля і поліпшені умови населеності в бойовому відділенні (відсутність загазованості при стрільбі). Модуль був встановлений на український БТР-4, а також на модернізовані варіанти БТР-70 і МТ-ЛБ. Модуль був розроблений ХКБМ ім Морозова.